# Harsz
Harsz (niem. Haarszen, 1936–1945 Haarschen, Harszyn, Harz (1946)) – wieś mazurska w Polsce położona w województwie warmińsko-mazurskim, w powiecie węgorzewskim, w gminie Pozezdrze. W latach 1975–1998 miejscowość administracyjnie należała do województwa suwalskiego. Leży nad jeziorem Harsz.

## Historia
Wieś założona jako Skarsaw na 80 włókach w 1550, przez zasadźcę Macieja Guta, pochodzącego ze Świdrów w dawnym starostwie piskim. W 1600 miejscowość zamieszkiwało 48 chłopów i dziesięciu zagrodników. W 1710 dżuma zabiła we wsi 311 osób (prawie wszystkich mieszkańców). W 1858 Harsz miał powierzchnię 79 włók i piętnastu mórg, licząc 685 mieszkańców. W 1938 liczba ta doszła do 811. W tym samym roku zmieniono zapis nazwy z Haarszen na Haarschen.
W 1960 powstały we wsi miejsca biwakowe, a w 1967 wybudowano w czynie społecznym Dom Młodego Rolnika i placówkę "Ruchu".
Szkoła we wsi istniała w 1737, a w 1847 uczęszczało do niej 129 dzieci, z których językiem polskim posługiwało się 64. W dwuklasowej placówce nauczało dwóch nauczycieli. W 1935 liczba uczniów wynosiła 138, a nauczycieli było trzech.

## Przysiółki
Miejscowość ma przysiółki: Kalskie Łąki, Kirsajty, Nowy Harsz, Róg, Skłodowo i Zdorkowo, część wsi Bucholc (dawny PGR) oraz kolonię (Kolonia Harsz).

## Osoby związane z miejscowością
- Piotr Kryk – w latach 1947–1964 mieszkał jako osiedlony podczas „Akcji Wisła”, następnie duchowny i biskup greckokatolicki.